# Bednárec
Bednárec (německy Groß Bernharz, historicky Velké Pernárce či Velký Bednárec) je obec v okrese Jindřichův Hradec v Jihočeském kraji. Žije v ní 117 obyvatel.

## Historie
První písemná zmínka o obci pochází z roku 1377, kdy se připomíná jistý Konrád z Bednárce. Ves trvale náležela k jindřichohradeckému panství a byla sídlem panské rychty. Bednárec nebyl ušetřen mnoha pohrom. V roce 1585 to byla velká morová epidemie, na kterou zde zahynulo 50 obyvatel. Roku 1693 došlo k vypuknutí epidemie kobylek, což mělo za následek zničení úrody. Ve vsi ležela mnohá vojska (nejvíce ruská a francouzská). V roce 1877 byla v Bednárci otevřena nová škola, která pro nedostatek žáků byla v roce 1974 zrušena. Bednárec protla v roce 1887 železnice Veselí nad Lužnicí – Jihlava. První vlak zde projel 29. srpna 1887. Roku 1894 byl založen Sbor dobrovolných hasičů Bednárec, který zde funguje dodnes (v nedávné době byla zrekonstruována místní hasičská zbrojnice)

## Valdénství
Valdénství byla jedna z forem středověkého náboženského reformního hnutí označovaného za kacířství, formující se koncem 12. století v městském prostředí Burgundska, Provence a severní Itálie, následně exkomunikována a pronásledována inkvizicí proniká až do rakousko-českého příhraničí.
Obec Velký Bednárec byla téměř celá valdénská. Již na počátku 14. století se valdénští dostávají do střetu s inkvizicí. V jejich domech se pravidelně několikrát do roka konala shromáždění za účasti pravidelně přicházejících kazatelů. Na podzim roku 1335 pracovali inkvizitoři přímo v Jindřichově Hradci a povolávali poddané z Velkého Bednárce před inkviziční soud. O pět let později 6. března 1340 byla proti jeho stoupencům vyhlášena první křížová výprava na území střední Evropy. Do jejího čela byl postaven Oldřich III. z Hradce.
V roce 1377 se na Kozím Hrádku u Tábora objevili tři německy hovořící muži z Bednárce, zřejmě potomci valdénských, likvidovaných křížovou výpravou roku 1340.
Valdenství později významně ovlivnilo počátky husitství a spolupodílelo se i na zrodu jednoty bratrské. V současné době Bednárcem prochází turistická cesta valdénské a české reformace.

## Přírodní poměry
Nejvyšší bod obce je vrch Myslivna (592 metrů), nejnižší bod je údolí říčky Žirovničky (460 metrů).

## Obyvatelstvo
| Rok            | 1869 | 1880 | 1890 | 1900 | 1910 | 1921 | 1930 | 1950 | 1961 | 1970 | 1980 | 1991 | 2001 | 2011 | 2021 |
| -------------- | ---- | ---- | ---- | ---- | ---- | ---- | ---- | ---- | ---- | ---- | ---- | ---- | ---- | ---- | ---- |
| Počet obyvatel | 376  | 383  | 370  | 383  | 344  | 332  | 306  | 215  | 239  | 196  | 142  | 124  | 102  | 103  | 116  |
| Počet domů     | 46   | 49   | 50   | 52   | 51   | 54   | 61   | 62   | 59   | 54   | 52   | 58   | 65   | 64   | 64   |

## Obecní správa a politika
Mezi lety 1850–1974 byl Bednárec obcí v okrese Jindřichův Hradec. Od 1. ledna 1975 do 23. listopadu 1990 patřil jako část obce k Jarošovu nad Nežárkou a od 24. listopadu 1990 je opět samostatnou obcí.
Po zrušení poddanství (7. září 1848) se historicky prvním starostou obce stává Jan Tischer. Po znovuosamostanění Bednárce v roce 1990 se prvním starostou stává Bohumil Závodský, po něm úřad přebírá Jan Tyšer (2006–2010). V letech 2010–2014 byl starostou Mgr. Petr Urban, Ph.D., od roku 2014 tuto funkci vykonává Martin Závodský.

### Obecní symboly
Znak a vlajka byly obci uděleny rozhodnutím předsedkyně Poslanecké sněmovny Parlamentu České republiky dne 26. května 2011.
Oběma dominuje sloučení modré a žluté barvy (barvy Pánů z Hradce) a svíce stojící na knize, jež je odkazem valdénské historie obce. Slavnostní odhalení vlajky proběhlo 15. září 2012 při příležitosti 1. srazu bednáreckých rodáků.

## Doprava

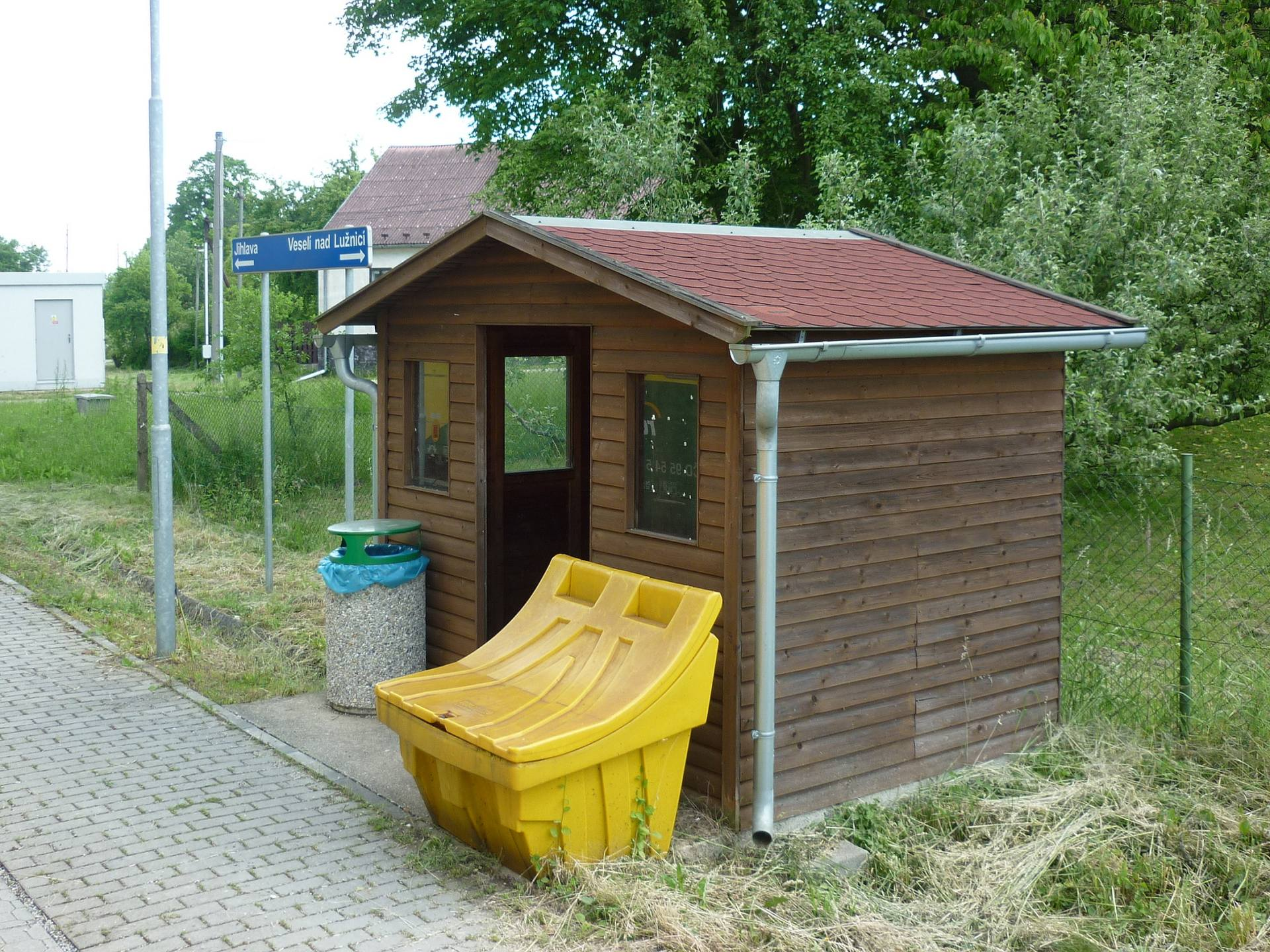
Železniční zastávka Bednárec

Vesnicí prochází železniční trať Veselí nad Lužnicí – Havlíčkův Brod, na které se nachází zastávka Bednárec a výhybna Kamenný Malíkov (rovněž na katastru Bednárce). Obcí prochází silnice II/134. Do vesnice zajíždějí linkové autobusy ČSAD Jindřichův Hradec.

## Občanská vybavenost
Občané mohou v obci využívat v roce 2017 kompletně zrekonstruovanou budovu obecního úřadu s knihovnu a společenským sálem, autobusovou či vlakovou zastávku a dětské hřiště. Obec po zrušení pošty v Jarošově nad Nežárkou využívá poštu v nedaleké Nové Včelnici.

## Kultura
V Bednárci se koná řada kulturních akcí, jako kácení májky, posvícenská zábava, srazy bednáreckých rodáků, zpívání koled na návsi, dětský den, loučení s létem či různé akce pro děti i dospělé s doprovodem hudby. Na pořádání těchto akcí se podílí mimo jiné i SDH Bednárec, Honební společenstvo Bednárec či přímo OÚ Bednárec. Působí zde také ochotnický divadelní soubor Bednochot s dlouholetou tradicí.

## Pamětihodnosti
- Kaple Panny Marie. V ní se v letech 1795–1965 nacházela tzv. pieta z Bednárce (nyní ve sbírkách zámku Hluboká nad Vltavou). Dřevěná socha vznikla na počátku 16. století. Autor je neznámý, patrně jihočeský řezbář. V tomto rozměrném díle (150 × 87 × 43 centimetrů) se projevují vlivy soudobého švábského umění, byť s jistou dávkou zlidovění. Socha je vzadu vyhloubená, z lipového dřeva, malé zbytky polychromie a křídového podkladu (červená barva na plášti Panny Marie).
- Křížový kámen Na Drahách. Smírčí kámen, který je údajně hrobem muže a ženy ze švédských válek
- Pomník Dr. Antonína Švehly. Nadace Via, která přispívá na opravy drobných místních památek přislíbila dotaci na rekonstrukci. V roce 2012 však byla část pomníku ukradena neznámým pachatelem. Rekonstruovaný pomník byl slavnostně znovuodhalen 5. října 2013. Doktor Antonín Švehla byl prvorepublikovým politikem za agrární stranu, třikrát se stal předsedou československých vlád a řadil se k tzv. mužům října. V Bednárci převažovali agrárníci, kteří svému předsedovi nechali v roce 1936 vztyčit pomník na okraji obce v nově vytvořeném lesoparku u silnice do Jarošova nad Nežárkou. Pomník přežil až do padesátých let dvacátého století, kdy jej strhli údajně přívrženci komunistické strany Československa. Pomník byl stržen a jeho ruiny zůstávali na svém místě ležet další desítky let. V roce 2012 zastupitelstvo obce rozhodlo okolí pomníku zrevitalizovat – zakonzervovat pomník, ošetřit Boží muka
- Kaple svaté Anny na cestě do sousedního Kamenného Malíkova
- Přírodní památka Lipina. Přírodní památka ležící na svahu údolní nivy Žirovničky
- Místo zvané Na Hradě. Údajné místo, kde stávala tvrz je připomínána i v Pamětné knize obce Bednárec: "U pole Vlachova patřícího k č.7 na severových. vsi říká se "na hradě", ale kromě kusu zdi a studně není stopy po hradě ani po vysoké žulové skále, která tam bývala."

## Významní rodáci
- František Tischer (1831–1910), archivář, autor a historik. Své rodné obci věnoval "Pamětnou knihu obce Bednárce", která však zůstala pouze v rukopisu.